# (471165) 2010 HE79
2010 إتش إي 79 (ويعرف أيضًا باسم (471165) 2010 إتش إي 79 وفق تسمية الكوكب الصغير) (بالإنجليزية: 2010 HE79)‏ هو كويكب ضمن حزام الكويكبات؛ وترتيبه 471165 من حيث الاكتشاف.
اكتُشف هذا الجُرم الفلكي بواسطة سكوت شيبارد في 1 مايو 2010.

## وصلات خارجية
- (471165) 2010 HE79 في قاعدة بيانات مختبر الدفع النفاث لأجرام النظام الشمسي الصغيرة

- الاكتشاف · مخطط المدار ·  العناصر المدارية · المعلمات المادية

- (471165) 2010 HE79 على موقع ويكي سكاي: DSS2, SDSS, GALEX, IRAS, Hydrogen α, X-Ray, Astrophoto, Sky Map, Articles and images